# Fiachnae mac Báetáin
Fiachnae mac Báetáin (morto em 626), também chamado de Fiachnae Lurgan ou Fiachnae Find, foi rei dos Dál nAraidi e Grande Rei dos Ulaid no início do século VII. Era filho de Báetán mac Echdach e irmão de Fiachra Cáech (morto c. 608), neto do rei dos Ulaid Eochaid mac Condlai (morto em 552), e pai de Mongán.
O reino dos Dál nAraidi foi, de fato, um número de concorrentes tribos de cruthinos nesse tempo, de modo que a sucessão para o trono era obtida através da força das armas e do prestígio, em vez de qualquer outro processo regular. O antecessor de Fiachnae, de acordo com as genealogias, foi seu tio-avô Áed Dub mac Suibni, que morreu c. 588, e Fiachnae teria se tornado rei algum tempo após a morte de Áed Dub. O reinado dos Ulaid foi contestado pelos reis dos Dál nAraidi e dos Dál Fiatach, de modo que Fiachnae não teria diretamente conquistado a realeza, mas exigiu algum tempo para impor-se como grande rei após a morte de seu antecessor.
Especificamente, há uma referência nos Anais dos Quatro Mestres datando em 597 e descrevendo a batalha de Cuil Cael, onde ele derrota o líder dos Dál Fiatach, Fiachnae mac Demmáin e a partir desta data poderia a sua verdadeira soberania de Ulaid.
Embora nenhuma fonte histórica sobre a vida de Fiachnae tenha sobrevivido, com exceção de algumas poucas entradas nos anais irlandeses, uma série de tradições posteriores e um poema perdido chamado Sluagad Fiachnae meic Báetáin co Dún nGuaire i Saxanaib (A hospedagem de Fiachnae mac Báetáin em Dún Guaire (Bamburgo [Bamburgh]?) no reino dos saxões) sugerem que ele era uma figura importante no seu tempo, fazendo campanha contra Eduíno de Deira, e talvez contra o antecessor de Eduíno Etelfrido da Bernícia. Ele pode ter capturado Bamburgo - ou apenas a sitiou - por volta de 623.
Fontes literárias afirmam que a mãe de Fiachnae, que se diz ter vindo dos Dál Fiatach, concebeu-o como um meio de vingança contra seu marido. Báetán não gostava da criança, e uma vez atiçou um cão feroz contra ele, o qual Fiachnae matou cravando no seu coração um espeto de carne.
A saga do século VIII Compert Mongáin, que narra os feitos de um semi-lendário filho Mongán mac Fiachnai, concebido pela esposa de Fiachnnae junto ao deus do mar Manannán mac Lir, enquanto Fiachnae estava em campanha ao lado de Áedán mac Gabráin de Dál Riata. Mongán foi morto em c. 625, na batalha contra os britânicos do reino de Strathclyde. Pode ser que Fiachnae foi, na verdade, Grande Rei da Irlanda durante algum tempo, se ele for identificado com o Féachno que sucedeu Diermait (presumido ser Diarmait mac Cerbaill) na listagem Baile Chuinn Chétchathaig.
O conto Fiachna mac Báetáin 7 Ríge Alban (Fiachnae mac Báetáin e a realeza da Escócia), escrito em irlandês médio, conta como Fiachnae obteve a realeza da Escócia. O conto inclui recursos sobrenaturais e tropos literários comuns.
Fiachnae foi morto na batalha de Leithet Midind, derrotado por Fiachnae mac Demmáin dos Dál Fiatach em 626. Seu filho Mongán o tinha anteriormente precedido, e um segundo filho, Scandal Sciathlethan, pai de Congal Cáech, pode ter feito isso, mas um terceiro filho, Eochaid Iarlaithe, morreu por volta de 666.